# 岡崎聡子
岡崎 聡子（おかざき さとこ、1961年1月13日 - ）は、東京都出身の日本の元体操選手、タレント。

## 経歴・人物
國學院高等学校在学中の1975年、全日本体操競技選手権大会の種目別跳馬競技で優勝を飾り、翌1976年には同大会で総合優勝、NHK杯体操選手権でも優勝した。オリンピック代表に選ばれモントリオールオリンピックの体操競技に15歳で出場を果たした。
モントリオールオリンピックでは団体8位、個人総合30位の成績であった。同世代のナディア・コマネチにあやかり、「和製コマネチ」の愛称で親しまれた。
高校卒業後の1979年、日本体育大学女子短期大学部に進学したが同年、ケガで体操界を引退。すぐに中退してタレントに転向し、エアロビクスの普及に貢献した。その後、1981年に当時、同棲していた元恋人から「婚約不履行」で1000万円の慰謝料を請求される。この時、相手側から「中絶体験」「大麻疑惑」を暴露され騒動になる。1984年にデザイナーの男性と最初の結婚。雑誌で「妊婦9ヶ月ヌード」を披露する。2児をもうけてタレント活動からは引退した。
弟は1981年のテレビドラマ『先生は一年生』（日本テレビ系列）に生徒役で出演するなど、一時期子役タレントとして活動していた。

## 度重なる違法薬物使用逮捕
薬物を最初に使用したのは、アメリカ・ロサンゼルスに、エアロビクスの勉強に行っていた時と、2009年11月号の「月刊創」で語っている。
1995年4月29日に、オウム事件関連での検問で、自動車を運転中に受けた職務質問にて大麻所持が発覚し、大麻取締法違反で夫と逮捕された。検査により覚醒剤の使用も判明し、同年5月10日に覚醒剤取締法違反で再逮捕された。この時は懲役1年6ヶ月、執行猶予3年の判決を受けたが、執行猶予期間中の1995年8月3日に覚醒剤所持でまたしても逮捕され、改めて懲役1年6ヶ月の実刑判決を受けて服役した。その後も2000年、2005年、2009年にも覚醒剤所持で逮捕され、それぞれ実刑判決を受け服役している。
2013年2月15日未明、新宿区での職務質問から覚醒剤使用容疑にて逮捕された。この時は不起訴になったが、後に情報提供があり、同年9月6日に自宅アパートの家宅捜索を受けて覚醒剤反応のあるストローが発見されたため、同居中の暴力団関係者の男と共に覚醒剤所持容疑で逮捕された。薬物所持容疑で7度目の逮捕とされるが、一部報道によれば、岡崎にはこれら逮捕歴の他に6回の逮捕歴（それぞれ証拠不十分で釈放）があり、2013年9月の逮捕は通算で13回目であるともいう。公判では無罪を主張して争ったが、2014年9月5日に懲役3年6ヶ月の実刑判決を受けた。
2019年4月下旬、「物を無くした」と東京都杉並区内の交番を訪れた際、様子がおかしかったため尿検査したところ覚醒剤反応があり、覚醒剤取締法違反（使用）容疑で逮捕された。薬物事件での逮捕はこれで通算14回目となった。2019年10月4日に懲役3年4ヶ月の実刑判決を受けた。

## 主な成績
- 全日本体操競技選手権大会
  - 総合優勝1回（1976年）[2]
  - 跳馬優勝1回（1975年）、段違い平行棒優勝2回（1976年、1978年）、平均台優勝2回（1976年、1977年）、ゆか優勝1回（1977年）[1]
- NHK杯体操選手権 - 優勝2回（1976年、1977年）[3]

## 著書など
- 「エアロビクス効果の方法―7日間で別のあなたに変わり始める」- （青春出版社、1982年12月）ISBN 978-4413013048
- 「サトコの青春ウルトラC」 - （講談社、1983年1月）ISBN 978-4062005234
- 「-水中ヌード- トロピカルぽえむ Milky Noon　岡崎聡子」（LEO PACK VIDEO）
- 「創」 2009年11月号『役立たぬ女子刑務所の薬物教育』（獄中から寄稿した手記[8]）（創出版）